# Kalibrados
Kalibrados é um grupo angolano de hip hop formado em Luanda. Eles estão entre as primeiras e mais significativas figuras da música rap em Angola, e o grupo é amplamente considerado um dos maiores e mais influentes grupos da história da música angolana. O grupo é originalmente composto por Vui Vui, Mukadaff, Mister K e Laton.
Em 2005 estrearam-se com o álbum “Negócio Fechado”, um registo de matriz hip hop com influências R&B e de gangsta rap. O êxito em Angola foi imediato, levando o grupo a conquistar vários prémios e a estabelecer-se como um dos maiores fenômenos da música nacional. O álbum de estreia do grupo marcou o início da nova era do rap angolano, já que a produção e o comentário social em suas letras foram revolucionários dentro do gênero, sendo assim considerado o maior álbum rap da história do país. O segundo álbum de estúdio do grupo, “Cartas Na Mesa“ (2008), também alcançou grande sucesso comercial.
Os Kalibrados já abriram shows para vários artistas internacionais de renome, como Missy Elliott, Busta Rhymes e Kanye West.

## História
Tudo começou quando Vui Vui conheceu Kadaff na escola e começaram a fazer música.
Mas antes disso Kadaff e Vui Vui tinham um grupo com o nome Movimento.
Praticamente todos os 4 vieram das ruas, aprenderam o que sabem na rua com os amigos e freestyles com outros grupos e outros rappers.
Mais Tarde, encontraram-se com o Mr. K, que já tinha um álbum pré-estruturado, e criaram um grupo chamado Kalibre 58, o nome para o grupo foi uma forma de representar o grupo como uma arma mortífera com calibre 58 que na época inexistente,o grupo que fazia um hip-hop mais pesado. Depois, começaram a trabalhar com o Laton, que era produtor, e criaram uma editora, e como as coisas estavam a resultar e ele estava a ganhar calibre, apostaram na formação de um novo grupo que fosse mais abrangente.
Mais tarde mudaram o nome para Kalibrados. O nome foi escolhido por ser um sinónimo de força e estabilidade.
Depois do êxito em Angola e Moçambique, já actuaram em França, Suíça, Alemanha, Portugal, Namíbia e África do sul.
Shows que mais gostaram
Kadaff-Cine Atlântico
Laton-África do Sul (Discoteca)
Mr.K-Casa 70

## Beef com Army Squad
Aos 28 de Dezembro de 2007, realizou-se um show "Kalibrados vs Army Squad", no qual onde aconteceu uma reconciliação entre os dois grupos.
Já Se Reconciliaram E Estão Com Um Projecto Colaborativo ''Projecto X'' (Com: Vui Vui,Sandocan, Kadaff & Man Killa).

## Saída de Mister K dos Kalibrados
Em 2009 Mister K abandona o grupo. Tal abandono não foi devido a alguma desavença entre os membros do grupo, mais sim por motivos académicos; Mister-K, pretende dar continuidade aos seus estudos o que tornaria muito complicado compartilhar as duas tarefas “música e estudos”.
Para os fãs, amigos e seguidores dos Kalibrados e de Mister-K, tranquilos, que não existe nenhuma desavença “beef” entre os integrantes do grupo, Mister-K abandona o grupo por cumprir os seus objectivos, terminar os estudos.
Depois de um Grande Sucesso do grupo com a Música cujo título é "Drena"
No Entanto o Mister K Regressou ao Grupo 6 anos depois Isso ja no ano de 2015.

## Regresso
Em 2012 regressam numa música com Barbosa dos K23 chamada Se eu Pudesse

## Discografia
- 2006: Negócio Fechado (EMI Portugal)
- 2008: "Cartas Na Mesa"
- 2016: "Diário da República"

## Mix Tapes
- Laton- Baby Laton vol. 1 & Baby Laton vol. 2
- Mister K- Katambor (Condominio de Alta Segurança)
- Vui-Vui- Mafia King
- Kadaff- Black Label

## Videos
- Negocio Fechado: Soldados Civis (Ft Contrário), Tem Melaço (Ft. Tóto e Paul G) e Quem Manda no Teu Block.
- Cartas na mesa: Bambribam, Por vezes (ft. Dino) e Boy I'm Sorry/Infiel.